# 재스민 톰프슨
재스민 톰프슨(Jasmine Thompson, 2000년 11월 8일 ~ )은 잉글랜드의 싱어송라이터, 유튜버이다. 10살 때부터 노래 부르는 영상을 찍어 유튜브에 업로드했다. 2014년 로빈 슐츠의 곡 "Sun Goes Down"을 맡았고, 곡은 오스트레일리아, 독일, 스위스 등 다수의 국가 차트 10위 권에 들었다. 샤카 칸의 곡 ""Ain't Nobody"를 커버한 곡이 UK 싱글 차트 32위에 들었다. 이후 DJ 펠릭스 옌이 재스민의 커버곡을 리믹스한 버전이 UK 싱글 차트 2위를 하는 등 큰 성공을 거뒀다.

## 음반 목록

### 정규 앨범
- Bundle of Tantrums (2013)
- Another Bundle of Tantrums (2014)

### EP
- Under the Willow Tree (2013)
- Take Cover (2014)
- Adore (2015)
- Wonderland (2017)